# هارولد أفي
هارولد أفي (بالإنجليزية: Harold Ave)‏ هو مدير فني أمريكي، ولد في 29 مارس 1900، وتوفي في 1 أغسطس 1986.